# Station Dwikozy
Station Dwikozy is een spoorwegstation in de Poolse plaats Dwikozy.